# Chantecoq (Loiret)
Chantecoq is een gemeente in het Franse departement Loiret (regio Centre-Val de Loire) en telt 406 inwoners (1999). De plaats maakt deel uit van het arrondissement Montargis.

## Geografie
De oppervlakte van Chantecoq bedraagt 16,1 km², de bevolkingsdichtheid is 25,2 inwoners per km².
De onderstaande kaart toont de ligging van Chantecoq (Loiret) met de belangrijkste infrastructuur en aangrenzende gemeenten.

## Demografie
Onderstaande figuur toont het verloop van het inwonertal (bron: INSEE-tellingen).